# Борисковичи (Гомельская область)
Борисковичи (бел. Бары́скавічы) — деревня в Мозырском районе Гомельской области Республики Беларусь. В составе Прудковского сельсовета.
Рядом месторождение силикатных песков (11,9 млн м3).
На въезде в Борисковичи установлены таблички с исторической информацией и QR-кодом о населённом пункте.

## География

### Расположение
В 6 км на запад от Мозыря, 2 км от железнодорожной станции Козенки (на линии Калинковичи — Овруч), 139 км от Гомеля.

### Гидрография

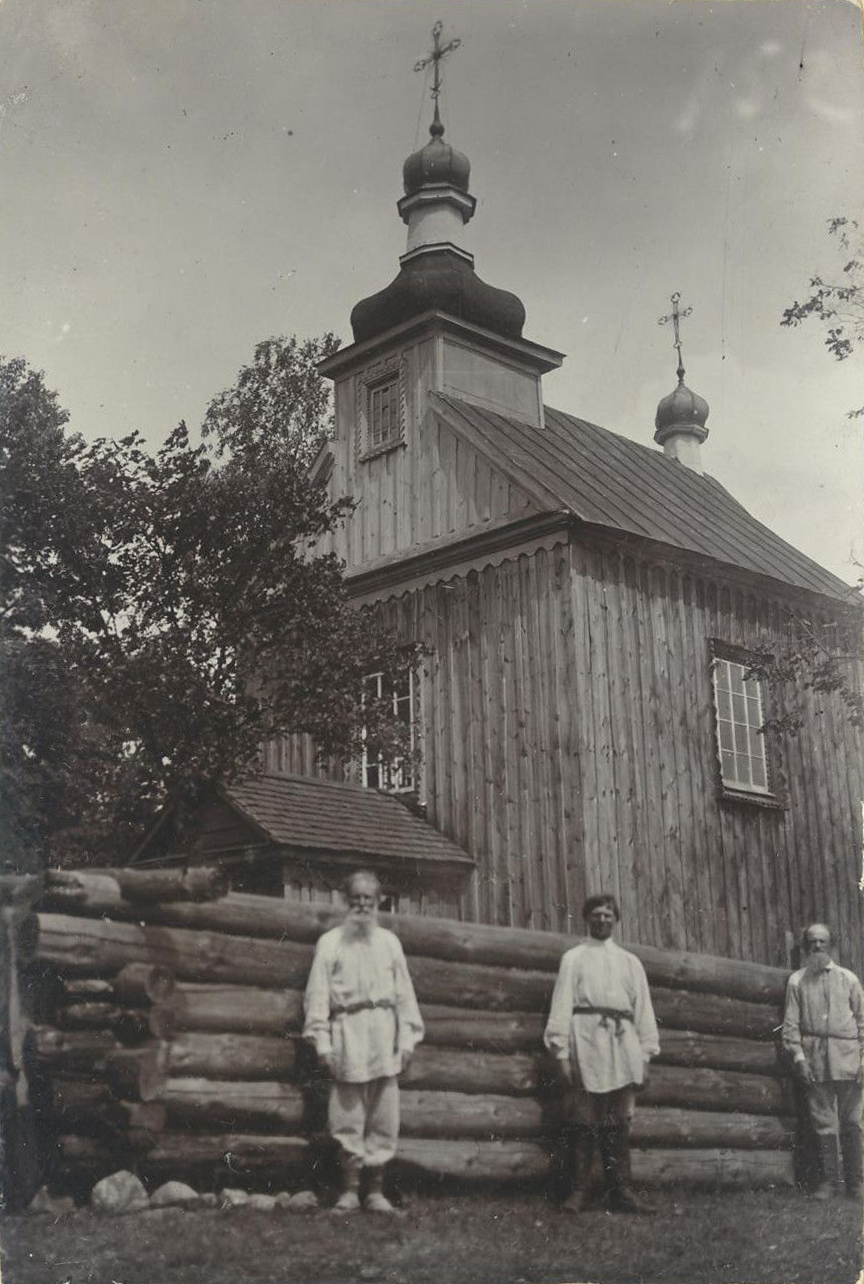
Церковь в Борисковичах. И. Сербов, 1912.

На реке Тур (приток реки Припять).

## Транспортная сеть
Транспортные связи по просёлочной, затем по автодорогам, которые отходят от Мозыря. Планировка состоит из прямолинейной широтной улицы, к которой на востоке и западе присоединяются 2 короткие улицы. Застройка двусторонняя, деревянная, усадебного типа.

## История
Обнаруженные археологами курганный могильник X—XII веков (15 насыпей, на западной окраине) и курганный могильник (12 насыпей, на восточной окраине) свидетельствуют о заселении этих мест с давних времён. Монетный клад, найденный здесь в 1890 году, содержал 148 монет России, ВКЛ, Пруссии и Прибалтики и относился к 3-й четверти XV века. По письменным источникам известна с XVI века как деревня Борисовичи в Мозырском повете Минского воеводства Великого княжества Литовского. В полисе армии ВКЛ упоминается под 1567 год. Обозначена на карте Минского воеводства конца XVII — начала XVIII века.
После 2-го раздела Речи Посполитой (1793 год) в составе Российской империи. В 1795 году работала деревянная церковь. В 1834 году центр староства. В селе и окрестностях добывался камень, который использовался в хозяйственных целях. В 1879 году обозначена как селение в Мозырском церковном приходе. Согласно переписи 1897 года действовал хлебозапасный магазин. В 1908 году в Слобода-Скрыгаловской волости Мозырского уезда Минской губернии.
В 1930 году организован колхоз. Действовала начальная школа (в 1935 году 116 учеников). Во время Великой Отечественной войны 84 жителя погибли на фронте. Согласно переписи 1959 года в составе Мозырской государственной зональной сортоиспытательной станции «Прудок» (центр — деревня Прудок). Располагались начальная школа, библиотека.

## Население

### Численность
- 2019 год — 143 жителя

### Динамика
- 1795 год — 32 двора, 222 жителя.
- 1834 год — 67 дворов.
- 1866 год — 314 жителей.
- 1886 год — 361 житель.
- 1897 год — 98 дворов, 550 жителей (согласно переписи).
- 1908 год — 118 дворов, 735 жителей.
- 1917 год — в селе 797 жителей, на одноимённом хуторе 9 жителей.
- 1959 год — 851 житель (согласно переписи).
- 2004 год — 130 хозяйств, 228 жителей.
- 2019 год — 143 жителя (перепись населения)